# Magnetický ohon

Animace změn tvaru magnetosféry Země působením slunečního větru. Magnetický ohon magnetosféry Země je na obrázku vpravo.

Magnetický ohon je část magnetosféry nacházející se na noční straně planety, která je tvarovaná slunečním větrem do protáhlého tvaru. Magnetický ohon může zasahovat do velké vzdálenosti od své planety. Na straně přivrácené k hvězdě je magnetosféra deformována do rázové vlny. 

## Magnetiský ohon u magnetosféry Země
Má délku až 1,25 mil. km (200 zemských poloměrů) a zasahuje až za oběžnou dráhu Měsíce, která je ve vzdálenosti 60 zemských poloměrů. 

## Magnetický ohon u magnetosféry Jupiteru
Magnetický ohon u magnetosféry Jupiteru zasahuje až za Saturnovu oběžnou dráhu, má tedy délku asi 650 mil. kilometrů (4,36 AU).